# Saint-Magne
Saint-Magne település Franciaországban, Gironde megyében. Lakosainak száma 1235 fő (2022. január 1.). Saint-Magne Cabanac-et-Villagrains, Le Barp, Belin-Béliet, Hostens, Louchats és Saucats községekkel határos.

## Népesség
A település népessége az elmúlt években az alábbi módon változott:
| Lakosok száma | 593  | 754  | 799  | 938  | 1012 | 972  | 967  | 1042 | 1109 | 1235 |
|               | 1968 | 1982 | 1990 | 2006 | 2013 | 2015 | 2017 | 2019 | 2020 | 2022 |